# Ferlinc
Ferlinc je priimek v Sloveniji, ki ga je po podatkih Statističnega urada Republike Slovenije na dan 1. januarja 2010 uporabljalo 173 oseb in je med vsemi priimki po pogostosti uporabe uvrščen na 2.539. mesto.

## Znani nosilci priimka
- Andrej Ferlinc, kazenski pravnik, državni tožilec
- Anton Ferlinc (1909—1979), učitelj, šolnik, didaktik
- Bogdan Ferlinc (1892—1980), agronom, kmetijski organizator, ekolog
- Danijel Ferlinc - Danny, slikar
- Franc Ferlinc (1865—1927), narodni delavec, učitelj, župan v Šmarjih pri Jelšah
- Irma Ferlinc Guzelj, urednica in novinarka (veterinarka, mag. sociologije)